# Oussama Abdellaoui
Oussama Abdellaoui (ur. 2000) – algierski zapaśnik walczący w stylu wolnym. Wicemistrz Afryki w 2024. Brązowy medalista mistrzostw arabskich w 2024. Mistrz Afryki juniorów w 2018 i drugi w 2020 roku.